# باشگاه فوتبال اسپانیول
رئال کلوب دپورتیوو اسپانیول د بارسلونا (به کاتالان: Real Club Deportiu Espanyol de Barcelona) باشگاهی ورزشی است که در شهر بارسلون از کاتالونیا اسپانیا قرار دارد. شهرت این باشگاه بیشتر به دلیل تیم فوتبال آن است. محل انجام بازی‌های خانگی تیم فوتبال این باشگاه هم‌اکنون در ورزشگاه استیج فرانت است که ۴۰٬۵۰۰ نفر گنجایش دارد. این ورزشگاه در ۲ اوت ۲۰۰۹ افتتاح شد، و در بازی افتتاحیهٔ آن اسپانیول به مصاف لیورپول رفت که توانست ۰–۳ این تیم را شکست دهد. این تیم در فصل ۲۰۱۹_ ۲۰۲۰ به لیگ سکوندا دیژون سقوط کرد ولی موفق شد مجدد به لالیگا بازگردد.
یکی از بزرگ‌ترین پیروزی‌های این تیم مقابل رئال مادرید با نتیجه ۸–۱ در سال ۱۹۳۰ رقم خورده است.

## افتخارات
کوپا دل ری
- قهرمان (۴): ۱۹۲۹، ۱۹۴۰، ۲۰۰۰، ۲۰۰۶

جام یوفا
- نایب قهرمان (۲): ۸۸–۱۹۸۷، ۰۷–۲۰۰۶

سگوندا دیویژن
- قهرمان (۱): ۹۴–۱۹۹۳